# André Brink
André Philippus Brink (ur. 29 maja 1935 we Vrede, zm. 6 lutego 2015) – południowoafrykański powieściopisarz, tłumacz, dramaturg i eseista. Tworzył w języku afrikaans oraz po angielsku. Był emerytowanym wykładowcą języka angielskiego na uniwersytecie w Kapsztadzie.

## Życiorys
W latach 60. XX wieku był, wraz z Breytenem Breytenbachem, jedną z czołowych postaci literackiego ruchu znanego pod nazwą Die Sestigers. Pisarze z nim związani promowali użycie języka afrikaans jako narzędzia krytyki rządów apartheidu oraz dążyli do wprowadzenia w literaturze afrikaans trendów obecnych we współczesnej literaturze angielskiej i francuskiej. Jego powieść Kennis van die aand (1973) była pierwszą książką w afrikaans zakazaną przez rząd południowoafrykański. Najbardziej znanym jego utworem jest powieść pt. Sucha biała pora z 1979, sfilmowana w 1989 roku (role m.in. Donalda Sutherlanda i Marlona Brando).
Początkowo twórczość André Brinka miała charakter antyapartheidowy, jego nowsze dzieła określane są mianem postkolonialnych.
Brink był dwukrotnie nominowany do Nagrody Bookera w 1976 i 1978 roku. W 1980 roku został laureatem nagrody Martin Luther King Memorial Prize.
Najnowsza powieść Brinka, która ukazała się w języku polskim to Tamta strona ciszy (2002, 2005). W przygotowaniu: Zanim zapomnę (2004, 2007).
Brink żył i tworzył w Kapsztadzie. W roku 2006 poślubił Karinę Magdalenę Szczurek, z pochodzenia Polkę.

## Wybrana twórczość
- 1967 File on a Diplomat – polskie wyd. Ambasador, tłum. Tomasz Wyżyński (Warszawa : Czytelnik, 1994)
- 1973 Kennis van die aand
- 1974 Looking on Darkness
- 1976 An Instant in the Wind – polskie wyd. Chwila na wietrze, tłum. Magdalena Konikowska (Kraków : Wydaw. Literackie, 1992)
- 1978 Rumours of Rain
- 1979 A Dry White Season – polskie wyd. Sucha biała pora, tłum. Tomasz Wyżyński (Warszawa : "Iskry", 1989)
- 1981 A Chain of Voices
- 1983 Mapmakers: Writing in a State of Siege
- 1984 The Wall of the Plague
- 1988 States of Emergency
- 1991 An Act of Terror
- 1993 On the Contrary
- 1993 The First Life of Adamastor
- 1996 Imaginings of Sand
- 1996 Reinventing a Continent: Writing and Politics in South Africa
- 1998 Devil's Valley
- 1998 The Novel: Language and Narrative from Cervantes to Calvino
- 2000 The Rights of Desire
- 2002 The Other Side of Silence – polskie wyd.: Tamta strona ciszy, tłum. Michał Kłobukowski (Warszawa: Noir sur Blanc, 2005)
- 2004 Before I Forget – polskie wyd.: Zanim zapomnę, tłum. Hanna Falińska (Warszawa: Noir sur Blanc, 2010)
- 2005 Praying Mantis
- 2006 The Blue Door
- 2008 Other Lives
- 2012 Philida

## Wspomnienia
- 2009 A Fork in the Road